# Rhodospatha pellucida
Rhodospatha pellucida är en kallaväxtart som beskrevs av Thomas Bernard Croat och Michael Howard Grayum. Rhodospatha pellucida ingår i släktet Rhodospatha och familjen kallaväxter. Inga underarter finns listade.